# Pentachromat
Ein Pentachromat (griechisch Fünf-Farben-Seher) ist ein Lebewesen, das fünf verschiedene Grundfarben wahrnehmen kann. 
Die physiologische Erklärung für die Pentachromatie ist eine Ausstattung der Retina mit mindestens fünf verschiedenen Fotorezeptoren (Zapfen). 
Bei Neunaugen der Art Geotria australis wurden fünf unterschiedliche Farbrezeptoren und die dazugehörenden Sehpigmente nachgewiesen. Einige Vögel, z. B. Tauben und Stockenten, sowie Schmetterlinge sind wahrscheinlich Pentachromaten.